# Milutin Mrkonjić
Milutin Mrkonjić, cyr. Милутин Мркоњић (ur. 23 maja 1942 w Belgradzie, zm. 27 listopada 2021 tamże) – serbski inżynier i polityk, były minister infrastruktury, energii i transportu, kandydat w wyborach prezydenckich.

## Życiorys
Ukończył studia na Wydziale Inżynierii Lądowej Uniwersytetu w Belgradzie, specjalizując się w inżynierii dróg, lotnisk i kolei. Przez wiele lat pracował na różnych stanowiskach w instytutach i centrach projektowych. Brał udział w różnych przedsięwzięciach budowlanych w Algierii, Libii, Kuwejcie, Wenezueli i innych krajach. W latach 80. został pierwszym dyrektorem nowo utworzonego instytutu transportu CIP.
Należał do założycieli Socjalistycznej Partii Serbii. W 1999 po natowskich bombardowaniach objął stanowisko dyrektora agencji odbudowy i rozwoju. W 2000 powołano go na prezesa zarządu CIP, w tym samym roku zasiadł w federalnym parlamencie. W 2004 objął kierownictwo jednej z firm kontrolowanych przez koncern braci Karić, a dwa lata później funkcję wiceprzewodniczącego socjalistów.
W 2007 uzyskał mandat posła do Zgromadzenia Narodowego, którego został wiceprzewodniczącym. Jako przedstawiciel SPS wystartował w wyborach prezydenckich w 2008, otrzymując w pierwszej turze głosowania około 6% głosów. Po kolejnych wyborach do Skupsztiny 7 lipca 2008 objął urząd ministra infrastruktury w rządzie Mirka Cvetkovicia, 14 marca 2011 został ministrem infrastruktury i energii. Po zmianie władzy 27 lipca 2012 powierzono mu stanowisko ministra transportu w gabinecie Ivicy Dačicia, funkcję tę pełnił do 2 września 2013. Powrócił następnie do sprawowania mandatu poselskiego, który utrzymywał również w 2014 i 2016. Również w 2020 otrzymał mandatowe miejsce na liście socjalistów, uzyskując reelekcję na kolejną kadencję.